# Дріборг
Дріборг (нід. Drieborg) — село у провінції Гронінген, на північному сході Нідерландів. Розташованe у муніципалітеті Олдамбт.

## Історія
Дріборг був переважно населений сільськогосподарськими робітниками. Протягом XX століття Дріборг був оплотом Комуністичної партії Нідерландів. У 1929 р. у місті був організований широкий фермерський страйк. Після другої світової війни з 170 будинків села було знесено 60.